# Hasan Biszara
Hasan Ali Biszara, Hassan Ali Bechara (arab. حسن علي بشارة, ur. 17 marca 1945 w Bejrucie, zm. 24 lipca 2017) – libański zapaśnik. Brązowy medalista olimpijski z Moskwy.
Zawody w 1980 były jego trzecimi igrzyskami olimpijskimi. Wcześniej brał udział w igrzyskach w 1968 i 1972. Walczył w stylu klasycznym, zdobywając brąz w wadze superciężkiej, powyżej 100 kilogramów. Wicemistrz igrzysk śródziemnomorskich w 1979 i trzeci w 1975. Dwukrotny medalista mistrzostw arabskich w 1983 roku.